# Лазиска-Гурне
Лазиска-Гурне (пол. Łaziska Górne, сил. Gůrne Łaźiska, нем. Ober Lazisk) — город в Польше, входит в Силезское воеводство, Миколувский повят. Имеет статус городской гмины. Занимает площадь 20,2 км². Находится в 18 км к югу от столицы Силезии Катовице. Граничит с городами Миколув и Ожеше, а также с гминой Выры. Население — 22 088 человек (на 2009 год). В составе Польши с 1922 года.

## Этимология
Название Лазиска (мн. ч.) происходит от польских слов «łaz», «łysina» (лесные площадки, с помощью выкорчевывания или сжигания деревьев расчищаемые для промышленных нужд). «Гурне» в переводе с польского означает «верхние». Первоначально на месте города существовало 3 деревни — кроме Лазиски Гурне — Лазиска Дольне (польск. «нижние») и Лазиска Средне (польск. «средние»). Сейчас это районы города Лазиска Гурне.

## История
Первые упоминания о Лазиске относятся к 1287 году. Однако, судя по дошедшим до наших дней документов, деревня с таким названием появилась на территории нынешней Лазиски Средней намного раньше.
До 17 века жители деревни занимались в основном сельским хозяйством. В конце 17 века в Лазиске начинается добыча каменного угля, открывается несколько угольных шахт.
В 18 веке строятся новые дороги (тракты), проходящие через Лазиску, соединяющие Смиловице с Ожеше и Завищч с Вошцице.
В 1886 году в деревне проведено электричество, а спустя 20 лет и водопровод.

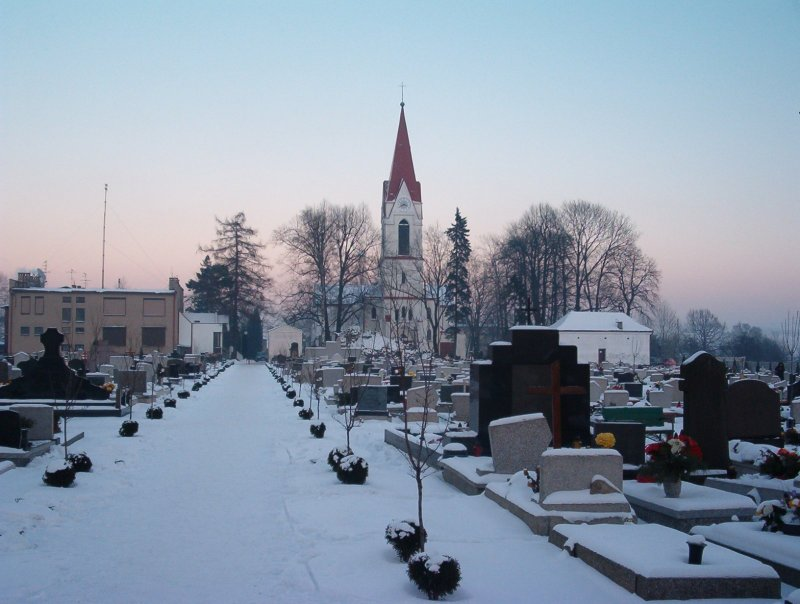
Лазиска-Гурне